# Emil Piper

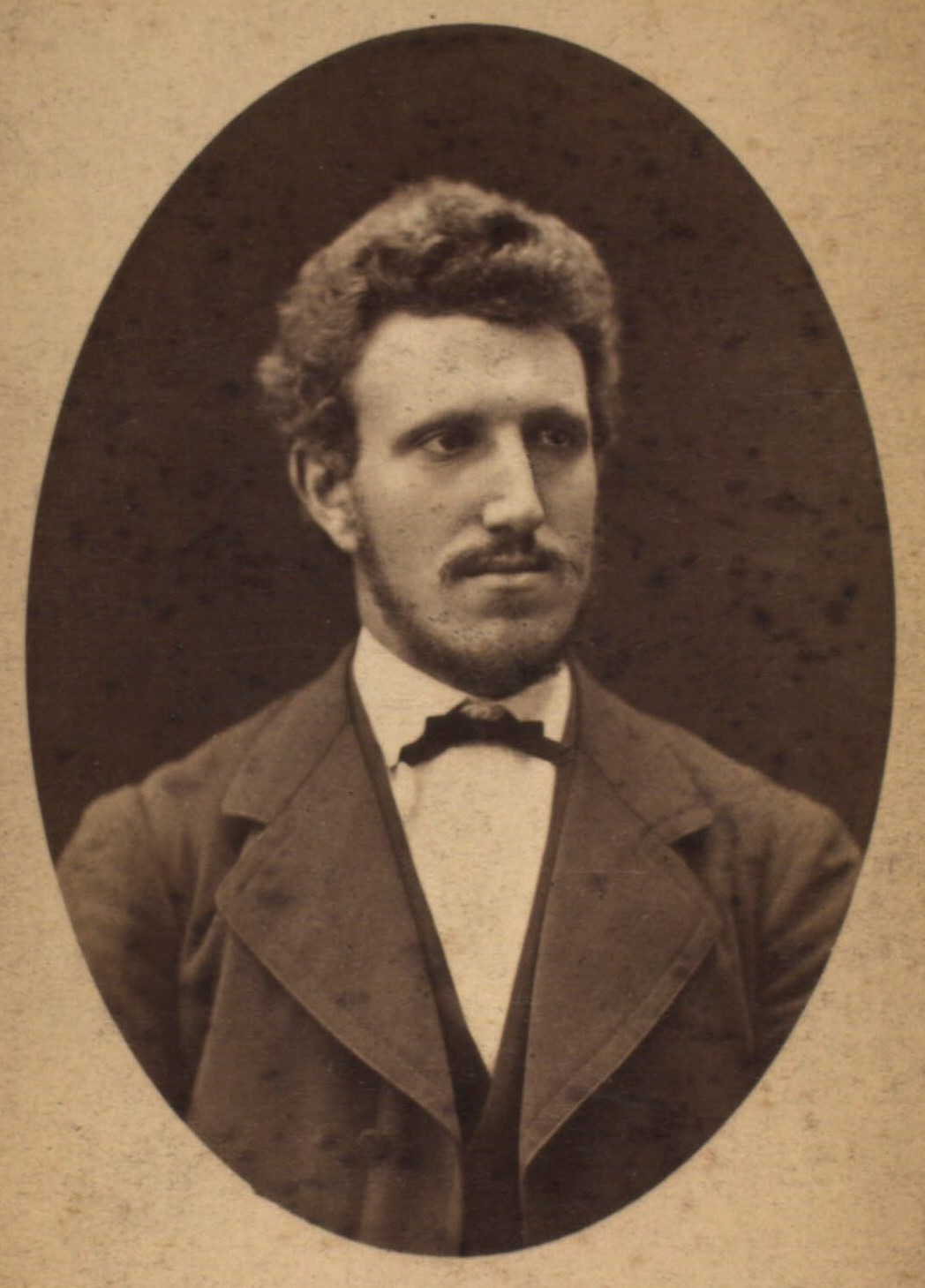
Emil Piper.

Emil Georg Piper, född 13 januari 1856 i Köpenhamn, död 18 februari 1928 i Kongens Lyngby, var en dansk politiker och godsägare.
Piper var 1898–1901 och 1903–1906 medlem av Folketinget, 1906–1928 av Landstinget. Han var från 1908 ordförande för högerns och från 1915 för Konservative Folkepartis landstingsgrupp. Piper var som politiker solid och saklig och mera framstående som underhandlare än som talare. Han var en varm försvarsvän och verkade på det stora hela för borgerligt samarbete.